# Cătina (gmina w okręgu Buzău)
Cătina – gmina w Rumunii, w okręgu Buzău. Obejmuje miejscowości Cătina, Corbu, Slobozia, Valea Cătinei i Zeletin. W 2011 roku liczyła 2544 mieszkańców.